# Вартумян, Георгий Тигранович
Гео́ргий Тигра́нович Вартумя́н (12 сентября 1938 года − 19 июля 2012 года) — российский учёный-нефтяник, доктор технических наук. В 1994—2009 зав. кафедрой нефтегазового дела Кубанского государственного технологического университета.

## Биография
Родился в с. Агаджур Иджеванского района (Армения).
Окончил Азербайджанский институт нефти и химии (1961) и аспирантуру при нём (1967).
1961—1964 инженер машиностроительного завода в Баку.
1967—1975 ассистент, старший преподаватель, доцент кафедры разработки нефтяных и газовых месторождений Азербайджанского института нефти и химии.
1975—1993 старший научный сотрудник, с 1990 профессор ВНИИКРНефти (Краснодар).
Доктор технических наук (1989).
С 1993 года профессор Кубанского государственного технологического университета. В 1994 году организовал кафедру нефтегазового промысла и до 2009 года был её руководителем.

## Награды
Лауреат премии НТО НГ им. академика И. М. Губкина (1989) за комплекс учебников для вузов и техникумов.
Именем профессора Вартумяна названа кафедра нефтегазового дела КубГТУ.